# 物部道足
物部 道足（もののべ の みちたり、生没年不詳）は、奈良時代の防人。

## 経歴・人物
常陸国信太郡の人物。天平勝宝7歳（755年）2月、防人として筑紫に派遣された際、妻を思い詠んだ歌が『万葉集』に2首入集。

## 歌
- おしてるや 難波の津ゆり 船装ひ 我は榜ぎぬと 妹に告ぎこそ[1]
- 常陸指し 行かむ雁もが 我が恋を 記して付けて 妹に知らせむ[2]